# Jan Schaffrath
Jan Schaffrath (Berlino, 16 marzo 1971) è un dirigente sportivo ed ex ciclista su strada tedesco, professionista dal 1997 al 2005.

## Palmarès

### Strada
- 1993 (Dilettanti, una vittoria)

Rund um Berlin
- 1994 (Dilettanti, una vittoria)

Classifica generale Oder Rundfahrt
- 1996 (Dilettanti, due vittorie)

4ª tappa - parte b Giro della Bassa Sassonia (Wunstorf > Osterode am Harz)
Rund um die Nürnberger Altstadt

#### Altri successi
- 1993 (Dilettanti)

Campionati tedeschi, Cronosquadre (con Rüdiger Knispel e Jens Voigt)
- 1996 (Dilettanti)

4ª tappa - parte a Giro della Bassa Sassonia (Uchte, cronosquadre)
- 1999 (Team Telekom)

Criterium Binz

## Piazzamenti

### Grandi Giri
- Giro d'Italia

2002: 122º
2005: 56º
- Tour de France

1999: 136º
- Vuelta a España

1998: ritirato (20ª tappa)
2001: 113º
2002: 89º
2003: ritirato (4ª tappa)

### Classiche monumento
- Milano-Sanremo

1999: ritirato
2000: 124º
2001: 81º
2002: 141º
2003: 70º
- Giro delle Fiandre

2000: 62º
2001: ritirato
2003: 57º
2004: 45º
- Parigi-Roubaix

1998: 23º
1999: ritirato
2000: ritirato
2001: ritirato
2002: ritirato
2003: 51º
2004: 27º
- Giro di Lombardia

2000: 50º

### Competizioni mondiali
- Campionati del mondo

Agrigento 1994 - Cronosquadre maschile: 3º
Valkenburg 1998 - In linea Elite: ritirato
Plouay 2000 - In linea Elite: 89º
Zolder 2002 - In linea Elite: 122º